# Centralfängelset på Norrmalm

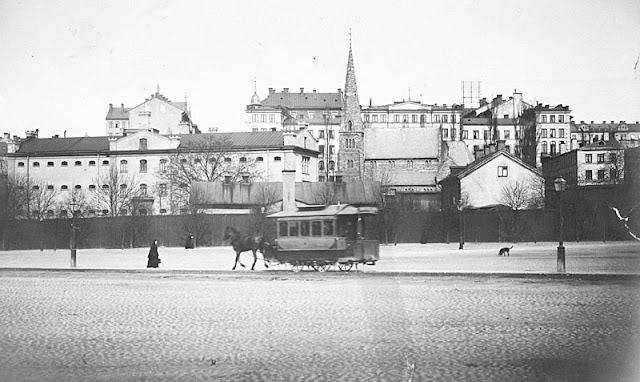
Centralfängelset på Norrmalm sett från Norra Bantorget, 1895.

Centralfängelset på Norrmalm var ett kvinnofängelse som var verksamt 1827–1896 och ersatte Långholmens spinnhus. Fängelset var beläget på Allmänna Barnhusets tomt där dagens Norra Bantorget ligger och var ett av landets tre kvinnofängelser. De andra två låg i Göteborg och Norrköping. I början på 1860-talet fanns omkring 500 kvinnliga fångar, varav 300 var placerade på Norrmalm. Detta antalet höll sig konstant under åren som fängelset var i drift. En ny fångvårdsprincip antogs genom riksdagsbeslut 1840/41, där fångarna skulle rehabiliteras och fängelserna göras om till vårdinrättningar. Under andra hälften av 1800-talet byggdes fängelserna om eller lades ner. Centralfängelset på Norrmalm lades ner 1896.

## Byggnader och inredning
Byggnaderna var grupperade i längor med väggar av sten. Längorna var indelade i olika avdelningar med rum för personal, sovsalar för fångar, sjuk-, bad- och tvättavdelningar samt kök. Fängelsegården som låg mot Barnhusgatan var avskärmad med ett högt staket. Fönstren på byggnaderna var mycket små och utrustade med luckor vilket gjorde att det knappt kunde tränga in något ljus i huset.
Inomhus var varje logement avsett för ett fyrtiotal fångar. På grund av de försatta luckorna var rummen mycket mörka. Den belysning som fanns var dålig och först i mitten på 1860-talet skedde en förbättring då oljelampor infördes. Inredningen var enkel där det i varje logement fanns en eldplats, pallar och upphängningsanordningar för hängmattor. Hängmattorna byttes ut mot sänglådor i mitten på seklet.

## Fångarna
Av de 300 fångar som placerades på Norrmalm var de flesta arbetsfångar, de hade dömts till tvångsarbete på grund av att de inte kunde försörja sig själva. Straffångarna i fängelset var sådana som dömts till längre straff än två år, oftast för upprepade stölder eller barnamord. En barnamörderska kunde, när hon intogs, ha sex till sju års fängelsestraff framför sig. Strafflindring för barnamörderskor förekom allt oftare med åren, denna kunde ligga mellan 1 och 2 år. Det förekom också förlängning av vistelsen i fängelset om kvinnorna vid strafftidens slut saknade ”lega försvar”. De dömdes då istället till arbetsfängelse.
| Brott                                   | antal |
| --------------------------------------- | ----- |
| Barnamord samt dråp av eget barn        | 93    |
| Fosters läggande å lönn                 | 14    |
| Fosterfördrivning                       | 4     |
| Försök till barnamord, barns utsättande | 3     |
| Mord, dråp, modermord                   | 28    |
| Giftmordsförsök, förgiftning            | 3     |
| Mordbrand                               | 5     |
| Blodskam, otukt                         | 4     |
| Stöld, rån, utprägling av falskt mynt   | 34    |
| Falsk vittnesbörd                       | 13    |

Den genomsnittliga strafftiden för dessa 200 kvinnor var drygt fem år

## Regler och drift
Vid ankomsten till fängelset blev kvinnorna noga upplysta om de regler som gällde inom fängelset. De skulle gå in för ett artigt och respektabelt uppförande och noga rätta sig efter både föreståndarens och övrig personals order. Skratt, prat eller sång var inte tillåtet då det förstörde lugnet. Kontakt med andra fångar genom tal, tecken, brev eller gåvor var även förbjudet i fängelset. Talan med personalen skedde efter tillstånd. Utöver det skulle logementet hållas rent, fångarna skulle sköta sin egen hygien men också arbeta flitigt efter givna anvisningar.
Att hålla sig till de ovanstående reglerna var omöjligt och alla bröt mot dem någon gång. Följderna blev disciplinstraff som dömdes ut av fängelsechefen efter ett kort förhör. De vanligaste var: ljus cell med eller utan sängkläder och mörk cell. Mörk cell var ett mycket hårt straff och gällde inte längre än åtta dagar i sträck. Isoleringen av denna typ var starkt ångestskapande och psykiskt nedbrytande. Många gånger fick fängelseläkaren ingripa. Minskad kost kunde även tillgripas som bestraffning.

### Vardag och arbete, kost
Fängelset fungerade som ett stort hushåll, där kvinnorna fick delta i de regelbundna sysslorna som städning, matlagning, vedhämtning, upphämtning och sjukvård. Utöver det spann och stickade internerna i fängelset, framställde säckväv och sydde såväl fångkläder som sängkläder till landets alla fängelser. En del kvinnor fick även arbete för enskilda företagares räkning, bland annat åt Stockholms stads yllefabrik och till privata sömmerskor. Inne i fängelset ägnades dagarna åt arbete från tidig morgon fram till sen kväll. Kvinnorna väcktes klockan 05:00, för att sedan 05:30 börja arbeta fram till 20:00 på kvällen. De hade totalt tre raster för vila och måltider, men den effektiva arbetstiden blev 12,5 timmar under sex dagar per vecka. Söndagarna var fångarnas lediga dag.
För att uppnå målet i arbetet de tilldelats måste kvinnorna färdigställa en viss mängd arbete per vecka, om inte läkaren förskrev något annat. Om detta inte uppnåddes kunde hon straffas för lathet med isolering i cellen. Den som överskred den angivna mängden kunde även belönas. Med de pengar man tjänat på arbetet kunde kvinnorna köpa premievaror såsom bröd, ost och kött, som var åtråvärda tillskott till de knappa matportionerna som serverades. Det gick även att sätta in en del inkomster på sparkassa.

### Kosthållning
Fångarnas matportioner var noga beräknade och bestod huvudsakligen av gröt, välling eller soppa. Om kött ingick i soppan, var det noga vägt. Maten ansågs dålig och av många handlingar framgår det att fångarna led av den dåliga kosthållningen. Att personalen någon gång gav fångarna rätt i deras klagomål på maten finns det inga uppgifter om.

### Förhållandet mellan kvinnorna
Fängelselivet var hårt, monotont och isolerat. Det talförbud som rådde under den långa arbetstiden, var ett orimligt förbud med tanke på att tre hundra kvinnor i åratal levde med varandra. Kvinnorna använde sig av flera knep att kommunicera utan att bli upptäckta. I vakternas närvaro kommunicerade de oftast med olika tecken, de som kunde skriva skickade också små meddelanden till varandra. Att tystnaden bröts av gräl, skällsord och grova tillmälen var vanligt, särskilt mot sådana fångar som gick föreståndarens ärenden. Då och då lättades den mörka, dystra tillvaron upp av att någon av de yngre kvinnorna i smyg dansade, sjöng eller lekte. Någon kunde berätta historier och upptåg bland de intagna kunde också förekomma. En del av kvinnorna var måna om sitt utseende och både kammade och krusade sitt hår samt sydde om sin klänning till en nättare modell. Allt detta var dock straffbart och straffen för olydnad ökade.

## Hälsa och sjukdomar
Kvinnornas hälsotillstånd var i allmänhet mycket dåligt. Redan vid inskrivningen var många påverkade av den nöd som rådde ute i samhället, särskilt under mitten av 1800-talet.  
Förhållandena i fängelset med dålig kost och hygien gjorde inte hälsan bättre. Bland annat var lunginflammation, magsjukdomar, tuberkulos och veneriska sjukdomar vanligt förekommande. Många kvinnor dog i fängelset av diverse anledningar där majoriteten av dödsfallen inträffade år 1868, då ett utbrott av tyfoidfeber härjade i fängelset. På fängelsets sjukavdelning behandlades kvinnorna oftast bara några dagar åt gången och vårtiden framstår i många fall varit mycket kort. Endast några få patienter fick stanna kvar en längre tid på sjukavdelningen med diagnos som sinnessjuka. Fastän behoven av psykisk vård ska varit stora tycks det inte har förekommit vård i egentlig mening. Före 1890 och 1891 finns det inga uppgifter i journalerna om att kvinnorna vidaresändes till sjukhus.

### Förlossningar
Omkring tio barn föddes årligen på Norrmalms fängelse. Redan dagen efter förlossningen omhändertogs och placerades barnen på Allmänna Barnhuset. Oftast blev barnet infört i kyrkoböckerna med uppgiften ”moder okänd”, en möjlighet som medfördes av Barnamordsplakatet.

## Personalens uppgifter och förhållande till de intagna
Förhållandena i fängelserna i början på 1800-talet var omvittnat mycket dåliga. Att fångarna skulle få någon vård var inget som ansågs nödvändigt då själva syftet med fängelset inte var ”att vårda” utan att bestraffa och oskadliggöra brottslingarna genom att isolera dem från samhället. Riksdagsbeslutet 1840 ledde till ett inflöde av mer humanitära idéer. Detta innebar att straffet inte skulle förekomma som någon slags hämnd, utan istället leda till fångens rehabilitering genom behandling eller vård. Principerna i behandlingen skulle bli isolering i celler, religionsundervisning, skolundervisning, arbete och disciplin. I första hand ville man nå de unga förstagångsintagna fångarna med reformen och började med länsfängelserna. Vårdreformens utveckling gick mycket sakta och när det gällde Centralfängelset på Norrmalm hann inte någon ny vårdideologi slå igenom. Här var det hela tiden både i ord och handlingar fråga om korrektion, arbete och inspärrning.
Fängelsedirektören, predikanten, läkaren och bevakningspersonalen var de som utförde uppgiften att behandla fångarna, senare tillkom även läraren. I de centrala anstalterna fanns dessutom arbetsförståndarna, vars uppgift var att leda arbetet och hålla uppsikt över kvinnorna.
Fångvårdsstyrelsen var huvudman och var de som utfärdade detaljerade anvisningar gällande fångarnas behandling. Direktören skulle göra redovisningar över fångarna och undersöka varje fånges lynne och själstillstånd. Märkte han stort sinneslugn skulle fången undersökas av prästen och läkaren. Dessa skulle ge anvisningar om fångens behandling. Predikanten hade som plikt att undersöka varje fånges kunskap inom kristendom och läsning, men också själavården i fängelset.
Fängelseläkare stod för fångarnas fysiska hälsa men tillrådde också behandling för fångar med mentala problem. Han var ansvarig för de hygieniska förhållandena i fängelsets lämnade årliga rapporter och hälsotillståndet i fängelset. Vaktpersonalen hade som uppgift att upprätthålla ordningen, men hade inte rätt att själva bestraffa eller aga dem. Onödiga samtal med de intagna var inte tillåtet.
Inom fängelset fanns ett speciellt system för självkontroll. Bland fångarna utsågs det särskilt betrodda ordningskvinnor som både skulle övervaka och vid behov ange sina medsystrar.

## Protester
De klagomål som förekom rörde oftast maten. Hos fångvårdsstyrelsen och hos justitiekanslern hade kvinnorna möjlighet att klaga om de ansåg sig utsatta för felaktigheter, men de hade svårt för att använda sig av denna utväg och försöken brukade vara resultatlösa. I Centralfängelset på Norrmalm hände det också att protestförsök ägde rum.

### Myteriet på Centralfängelset på Norrmalm

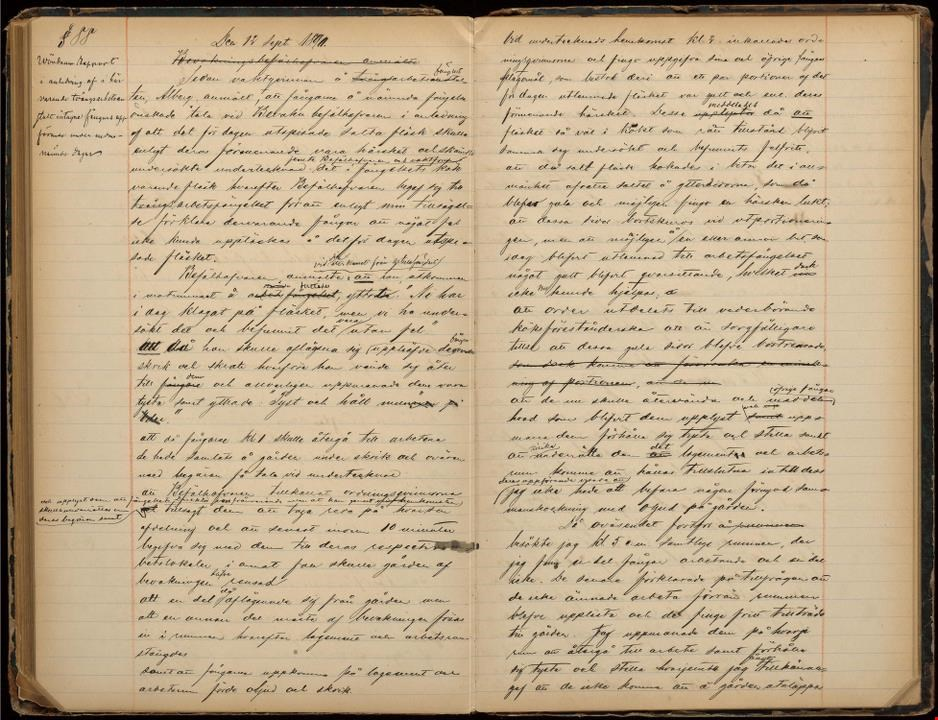
I den handskrivna protokollboken beskriver fängelsedirektören hur myteriet 1890 gick till.

Den 12 september 1890 inträffade det största upproret under fängelsets existens. Det inleddes vid lunchtid när det framkom klagomål från arbetsfångarna över att det salta fläsk de serverat var gammalt och surt. Personalen höll inte med utan fann köttet utan anmärkning och krävde att ordningsreglerna om absolut tystnad skulle följas. Fångarna protesterade och ordfejden trappades successivt upp under dagen. När fängelsedirektören beslutade om att fångarna inte skulle få använda gården utomhus förrän de lugnat sig gick fångarna i arbetsstrejk. Det oväsen som fångarna förde i sina sovsalar ledde till att boende utanför fängelset tillkallade polis. Dagen därpå tömdes två av sovsalarna på möbler då personalen var rädda för att fångarna skulle börja förstöra inredningen vilket inte uppskattades av fångarna. Kvinnorna slet ner all inredning som gick att få tag på med sina bara händer, inklusive kakelugnarna, och kastade ut allt genom fönstren.

## Kvinnans brott
Kvinnorna stod precis som idag för en liten andel av den totala brottsligheten på 1800-talet. Av de brott som utfördes var barnamord en majoritet. För de flesta kvinnor var det katastrof att få barn som ogift mor, både socialt och ekonomiskt. Många kvinnor födde sitt barn i det fördolda och lät de sedan dö. En del valde att begå självmord som utväg. Under åren 1861–1890 fälldes drygt 2 000 kvinnor för barnamord och under andra halvan av 1800-talet var detta brott ännu den vanligaste orsaken till långvariga fängelsevistelser bland kvinnor.
Barnamord ansågs vara ett av de största kriminalpolitiska problemen i hela Västeuropa. För att minska barnamorden hade man vid 1778 tagit till sig åtgärden genom att ha antagit det så kallade Barnamordsplakatet. Detta gav den ogifta modern rätt att föda anonymt. Men då det endast var få kvinnor som hade råd att dölja sig och få barnet omhändertaget mot ersättning, fortsatte situationen att vara oförändrad för de mer utsatta kvinnorna. Många kvinnor hamnade också i fängelse för tillgreppsbrott av olika slag på 1800-talet. Händelserna kring dessa brott kunde vara rena nödsituationer. Stor misär och hunger i samhället rådde periodvis.
Kvinnor som begick barnamord under 1860-talet har visats haft något bättre uppväxtvillkor än de som straffats för stölder. Föräldrarna var oftast vid liv och de hade haft en ekonomiskt tryggare miljön under uppväxte.  De flesta var i ung ålder och hade inte straffats tidigare. När de blivit utsläppta klarade de sig också bättre och lyckades vanligen anpassa sig till samhället.